# Pontocythere
Pontocythere is een geslacht van kreeftachtigen uit de klasse van de Ostracoda (mosselkreeftjes).

## Soorten
- Pontocythere accurata Schneider in Nikitina & Schneider, 1966 †
- Pontocythere americana (Cushman, 1906)
- Pontocythere bacescoi (Caraion, 1960) Caraion, 1967
- Pontocythere baceseoi (Caraion, 1960) Caraion, 1967
- Pontocythere bayramensis Tunoglu & Goekcen, 1985 †
- Pontocythere brevicula Ruan, 1988
- Pontocythere carpeta (Hu, 1977) Hanai, Ikeya & Yajima, 1980 †
- Pontocythere constantis Rosyjeva, 1962 †
- Pontocythere dahlgrenensis Brouwers, 1990
- Pontocythere denticulata (Lienenklaus, 1894) Monostori, 1985 †
- Pontocythere firmis Mandelstam & Luebimova, 1960 †
- Pontocythere formosana (Hu, 1976) Hanai, Ikeya & Yajima, 1980 †
- Pontocythere gosportensis (Blake, 1950) Morkhoven, 1963 †
- Pontocythere granulata (Guan, 1981)
- Pontocythere grosjeani (Keij, 1957) Morkhoven, 1963 †
- Pontocythere hedleyi (Chapman, 1906) Swanson, 1979
- Pontocythere japonica (Hanai, 1959)
- Pontocythere jefferiesensis Brouwers, 1990
- Pontocythere kashiwarensis (Hanai, 1959)
- Pontocythere lanceata Chochlova, 1961 †
- Pontocythere littoralis Zhao (Yi-Chun) (Quan-Hong), 1984
- Pontocythere mayeri (Howe & Garrett, 1934) Morkhoven, 1963 †
- Pontocythere mera (Guan, 1981)
- Pontocythere minuta Ikeya & Hanai, 1982
- Pontocythere miurensis (Hanai, 1959)
- Pontocythere neauphlensis (Apostolescu, 1955) Mckenzie et al., 1979 †
- Pontocythere paralella Scheremeta, 1969 †
- Pontocythere perangusta (Zalanyi, 1913) Stancheva, 1962 †
- Pontocythere rubra (Mueller, 1894) Morkhoven, 1963
- Pontocythere salva Schneider in Nikitina & Schneider, 1966 †
- Pontocythere sekiguchii Ikeya & Hanai, 1982
- Pontocythere spatiosa Hou in Hou et al., 1982
- Pontocythere subcribrosa (Egger, 1858) Witt, 1970 †
- Pontocythere subjaponica (Hanai, 1959)
- Pontocythere subtriangularis Hou in Hou et al., 1982
- Pontocythere sulcata (Brady, 1886) Morkhoven, 1963
- Pontocythere suprema Hao (Yi-Chun) in Ruan & Hao (Yi-Chun), 1988
- Pontocythere therwilensis Oertli, 1956 †
- Pontocythere triangulata Hou, 1982
- Pontocythere truncata (Lienenklaus, 1894) Brestenska, 1975 †
- Pontocythere tschernjavskii Dub.
- Pontocythere versicolaria Hu & Tao, 2008
- Pontocythere wilberti (Puri, 1952) Swain, 1968 †
- Pontocythere xiphoidea Nakao & Tsukagoshi, 2002